# Mohavea
Mohavea es un género con dos especies de plantas con flores perteneciente a la familia Plantaginaceae, tradicionalmente este género ha estado incluida en la familia Scrophulariaceae. 
Es originario de los desiertos del suroeste de Estados Unidos y el norte de México.
Las dos especies son anuales con notable florecimiento en la primavera, M. confertiflora destaca por sus grandes flores pálidas con un patrón de manchas de color púrpura, mientras que la menor Mohavea M. breviflora, tiene pequeñas flores amarillas.
Anteriormente incluida en el Scrophulariaceae, el género se incluye ahora en  Plantaginaceae.
El nombre del género se deriva del Río Mojave, donde los especímenes fueron colectados por primera vez por John C. Fremont.

## Especies
- Mohavea breviflora
- Mohavea confertiflora